# Eusebio Ocampo
Eusebio Ocampo (Córdoba, 5 de diciembre de 1827 - Paraná, desconocido) fue un abogado y político argentino. Fue diputado al Congreso de la Confederación Argentina en Paraná durante tres períodos entre 1856 y 1861 (cada uno por un distrito diferente) y presidente de la Cámara de Diputados en 1860. Luego fue diputado nacional por la provincia de Entre Ríos.

## Biografía
Nació en la ciudad de Córdoba en diciembre de 1827. En 1848 se recibió de doctor en jurisprudencia en la Universidad de Buenos Aires. En 1852, comenzó a escribir para el periódico El Padre Castañeda.
En 1856 asumió como diputado en el Congreso de la Confederación Argentina en Paraná por la provincia de Santiago del Estero, hasta 1858 cuando comenzó a representar a la provincia de Corrientes. Desde 1861 fue elegido por el territorio federalizado de Paraná. Fue vicepresidente segundo y en mayo de 1860 fue elegido presidente de la Cámara de Diputados durante un año. Se mantuvo como diputado hasta el fin de la Confederación, el 12 de diciembre de 1861.
Fue también oficial mayor del Ministerio del Interior de la Confederación en 1855, encabezado por Santiago Derqui. Siendo diputado, se le otorgó licencia para desempeñar los cargos de secretario de los ministros del Interior y de Relaciones Exteriores.
En 1866 fue elegido a la Cámara de Diputados de la Nación Argentina por la provincia de Entre Ríos. Quedó cesante en junio de 1867, junto al diputado Buenaventura Sarmiento, acusados de instigar una rebelión en contra del gobierno de Bartolomé Mitre en la región del Cuyo. Regresó al Congreso en 1868 y finalizó su mandato en 1870.